# 博斯坦牧场
博斯坦牧场，是中华人民共和国新疆维吾尔自治区阿克苏地区阿瓦提县下辖的一个类似乡级单位。

## 行政区划
博斯坦牧场下辖以下地区：
博斯坦牧场虚拟生活区。